# Воротін Валерій Євгенович
Воротін Валерій Євгенович (Народився 10.06.1965 року, м. Київ, Україна, українець) — український вчений, фахівець у галузі економіки та державного управління, держслужбовець 3 рангу.
Народився в сім'ї старшого офіцера збройних сил. Син професора, доктора економічних наук Л. І. Воротіної. Доктор наук з державного управління з 2003 року, професор з 2004 року. Закінчив з відзнакою у 1989 році економічний факультет Київського державного університету ім. Тараса Шевченка.
У 1984—1986 роках проходив службу в Збройних силах України.
Під час навчання в університеті активно займався суспільно-організаційною та науково-дослідною роботою. Протягом чотирьох років був першим заступником молодіжної організації економічного факультету, займав перші місця на національних та міжнародних наукових олімпіадах і конкурсах, публікував наукові роботи, слухав лекції у відомих наукових центрах СРСР і Європи.
Після закінчення університету навчався у аспірантурі та у 1995 захистив кандидатську дисертацію з економіки за спеціальністю 08.01.03 — теорії мікро- та макро- економіки. Після захисту дисертації працював аспірантом, викладачем, а з 1996 доцентом у Київському державному лінгвістичному університеті. Очолював підрозділи та окремі фінансові установи України.
З 2000 року — у Українській Академії державного управління при Президентові України (тепер Національна академія державного управління при Президентові України): доцент, докторант, заступник завідуючого кафедри, а з 2003 року професор кафедри економічної теорії та історії економіки. У 2003 році захистив докторську дисертацію за спеціальністю 25.00.02 — механізми державного управління за темою «Формування системи державного регулювання національної економіки в умовах глобальних ринкових трансформацій».
З 2005 по 2013 роки професор Воротін В. Є. працює в Національному Інституті стратегічних досліджень при Президентові України на посадах завідувача відділу, заступника директора, а в 2007 року Указом Президента України його було призначено Першим заступником директора Інституту — керівником Центру нормпроектної роботи Президента України. Під керівництвом Воротіна В. Є. було розроблено та прийнято значну кількість стратегій регіонального розвитку, нормопроектних документів і розроблено різні стратегії державних політик сучасної України. Багато років Воротін В. Є. очолював напрями розробки та входив до керівників розділів Експертних доповідей Президентів України.
В Інституті професор Воротін В. Є. очолював докторську спецраду з державного управління. В березні 2013 року професора Воротіна В. Є. запрошено до роботи в апарат Верховної Ради України, де він керує економічним і управлінським напрямом, працює керівником сектору, відділу та є головним редактором фахового журналу та заступником голови докторської спецради з державного управління в Інституті законодавства Верховної Ради України та з 2022 року Дослідницькій служби ВРУ.
Під час війни з рф, в лютому 2023 року професора В.Є. Воротіна запрошено на роботу до ДЗ "Державна екологічна академія" Міндовкілля де він очолив провідну кафедру публічного управління та відкриває спеціальність "Публічне управління та адміністрування", як гарант освітньої програми та керівник проектної  групи за умов розробки заходів щодо економічного та екологічного відновлення України. На цій посаді проф. В.Є. Воротін працює в сфері публічного управління та регулювання, зокрема в екологічно-економічному напрямі, експертом НАЗК і МОН України. Член редакційних колегій багатьох економічних і управлінських журналів.    
Член науково-аналітичних рад ЦОВВ і інших установ України:
- член Басейнової ради середнього Дніпра Державного агентства водних ресурсів України;
- член Науково-промислової ради центрального органа виконавчої влади Державного агентства меліорації та рибного господарства України Мінекономіки;
- член коаліції експертів Національного агентства запобігання корупції України;
- член Правління Спілки економістів України, голова секції науки та освіти СЕУ;
- експерт МОН України по розробці Стратегії розвитку вищої освіти на період до 2030 року;
- член Правління Спілки малих, середніх і приватизованих підприємств України, керівник Секції;
- член науково-методичних комісій і робочих група Академії економічних наук України, як дійсного члена Академії.
Стажування. Неодноразове стажування та викладання в привідних університетах світу. Стипендіат DAAD.
Неодноразово Воротін В. Є. проходив наукове стажування за кордоном, є стипендіатом відомих наукових фондів. Під час наукового стажування у європейських і американських університетах працював у бібліотеках і фондах, опрацював закордонні видання за тематикою дослідження, публікував статті у різних країнах. Професор Воротін В. Є. керує аспірантами та докторантами, проводить велику громадську та економічну діяльність. Бере участь у роботі Комітетів ВР України, комісій міністерств і інших державних установ з питань підготовки та опрацювання проектів Законів України. Постійно бере активну участь у роботі Спілки підприємців малих, середніх і приватизованих підприємств України, Координаційно-експертного центру об'єднань підприємців України, Спілки економістів України, Українського союзу промисловців і підприємців, Міжнародної фінансової корпорації, Проекті бізнес-менеджмент освіта в Україні та інших. Бере участь у багатьох науково-практичних заходах, «фокус-групах», «круглих столах», слуханнях і інше.
Основні проблеми та напрями у дослідженнях:
- процес формування системи державного регулювання національної економіки в умовах глобальних ринкових трансформацій;
- роль держави в регулюванні економіки і досягненні сталого економічного зростання;
- зміст, цілі, завдання та функції державного регулювання в умовах глобальних трансформацій в економіці України;
- досвід макроекономічного регулювання трансформаційних перетворень у країнах з різним рівнем розвитку ринкових відносин для його застосування у країнах з перехідною економікою;
- моделювання соціально-економічних процесів з метою встановлення кількісних критеріїв для обґрунтування заходів державного регулювання в умовах глобальних трансформацій.

Одержані науково-практичні результати В. Є. Воротіним втілені в конкретні пропозиції, методики, рекомендації, прикладні моделі і мають придатну для використання в практиці державного регулювання та управління форму. Має більше ніж 350 наукових публікацій, зокрема більше 10 наукометричних. 